# Anni Espar
Anna "Anni" Espar Llaquet, född 8 januari 1993 i Barcelona i Spanien, är en spansk vattenpolospelare. Hon ingick i Spaniens damlandslag i vattenpolo vid olympiska sommarspelen 2012.
Espar tog OS-silver i damernas vattenpoloturnering i samband med de olympiska vattenpolotävlingarna 2012 i London.